# Isanti
Isanti és una població dels Estats Units a l'estat de Minnesota. Segons el cens del tenia 2.324 habitants.

## Demografia
Segons el cens del 2000, Isanti tenia 2.324 habitants, 816 habitatges, i 576 famílies. La densitat de població era de 423,3 habitants per km².
Dels 816 habitatges en un 48,7% hi vivien nens de menys de 18 anys, en un 49,6% hi vivien parelles casades, en un 16,2% dones solteres, i en un 29,3% no eren unitats familiars. En el 22,8% dels habitatges hi vivien persones soles el 8,5% de les quals corresponia a persones de 65 anys o més que vivien soles. El nombre mitjà de persones vivint en cada habitatge era de 2,84 i el nombre mitjà de persones que vivien en cada família era de 3,31.
Per edats la població es repartia de la següent manera: un 35,8% tenia menys de 18 anys, un 9,6% entre 18 i 24, un 35,3% entre 25 i 44, un 11,8% de 45 a 60 i un 7,6% 65 anys o més.
L'edat mediana era de 28 anys. Per cada 100 dones de 18 o més anys hi havia 85,5 homes.
La renda mediana per habitatge era de 43.587 $ i la renda mediana per família de 46.842 $. Els homes tenien una renda mediana de 35.590 $ mentre que les dones 25.081 $. La renda per capita de la població era de 16.662 $. Entorn del 7,9% de les famílies i el 8% de la població estaven per davall del llindar de pobresa.

## Poblacions més properes
El següent diagrama mostra les poblacions més properes.